# Espen Andersen (esquiador, 1993)
Espen Andersen (Bærums Verk, 28 de octubre de 1993) es un deportista noruego que compite en esquí en la modalidad de combinada nórdica.
Participó en dos Juegos Olímpicos de Invierno, obteniendo dos medallas en la prueba por equipo: plata en Pyeongchang 2018 (junto con Jan Schmid, Jarl Magnus Riiber y Jørgen Graabak) y oro en Pekín 2022 (con Espen Bjørnstad, Jens Lurås Oftebro y Jørgen Graabak).
Ganó dos medallas en el Campeonato Mundial de Esquí Nórdico, en los años 2021 y 2023.

## Palmarés internacional
| Juegos Olímpicos   | Juegos Olímpicos            | Juegos Olímpicos | Juegos Olímpicos           |
| Año                | Lugar                       | Medalla          | Prueba                     |
| ------------------ | --------------------------- | ---------------- | -------------------------- |
| 2018               | Pyeongchang (Corea del Sur) | Medalla de plata | TG + 4 × 5 km por equipo   |
| 2022               | Pekín (China)               | Medalla de oro   | TG + 4 × 5 km por equipo   |
| Campeonato Mundial |                             |                  |                            |
| Año                | Lugar                       | Medalla          | Prueba                     |
| 2021               | Oberstdorf (Alemania)       | Medalla de plata | TG + 2 × 7,5 km por equipo |
| 2023               | Planica (Eslovenia)         | Medalla de oro   | TG + 4 × 5 km por equipo   |